# آسیاب انجیری
بقایای آسیاب انجیری مربوط به دوره قاجار است و در شهرستان استهبان، بخش مرکزی، ۷۰۰ متری شمال غرب شهر ایچ، میان باغات بادام منطقه ایج و انجیرک واقع شده و این اثر در تاریخ ۱۸ شهریور ۱۳۸۷ با شمارهٔ ثبت ۲۳۳۸۵ به‌عنوان یکی از آثار ملی ایران به ثبت رسیده است.